# جون نيلسون (سياسي كندي)
جون نيلسون هو سياسي كندي، ولد في 9 يوليو 1951 في ساسكاتون في كندا. حزبياً، نشط في Saskatchewan New Democratic Party ‏. وقد انتخب عضو المجلس التشريعي من ساسكاتشوان.